# Bothriochloa decipiens
Bothriochloa decipiens là một loài thực vật có hoa trong họ Hòa thảo. Loài này được (Hack.) C.E.Hubb. mô tả khoa học đầu tiên năm 1934.